# Lijst van Aarlenaars
Dit is een lijst van Aarlenaars. Het gaat om personen die in de Belgische stad Aarlen zijn geboren.

## A
- Joseph Arens (1952-2024), politicus

## B
- Georges Barnich (1876-1948), politicus
- Célestin Bergh (1791-1861), politicus
- Alfred Bertrang (1880-1962), politicus en geschiedkundige
- Jean Boon (1920-1986), politicus en letterkundige

## D
- Martine Dardenne (1946), politica
- Camille Decker (1905-1983), politicus en journalist
- Victor de Tornaco (1805-1875), politicus uit het Groothertogdom Luxemburg (geboren in Sterpenich)

## G
- Adolphe Gautier de Rasse (1834-1915), administrateur-generaal van de Dienst voor de Veiligheid van de Staat
- Nicolas Goblet (1853-1937), politicus

## J
- Katlijne Janssens (1606-1642), slachtoffer heksenvervolging

## K
- Charles Koenig (1923-1992), klavecimbelspeler
- Godefroid Kurth (1847-1916), geschiedkundige

## L
- Camille Lambert (1874-1964), kunstschilder
- Benoît Lamy (1945-2008), filmregisseur en documentairemaker

## M
- Anthony Moris (1990), Belgisch-Luxemburgs doelman

## P
- André Perpète (1956), politicus

## V
- Frans van Busleyden (±1450-1502), geestelijke en politicus
- Jeroen van Busleyden (±1470-1517), humanistisch geleerde (broer van Frans)

## W
- Emile Wambach (1854-1924), componist, dirigent en muziekpedagoog

Brussel:
Anderlecht
Brussels Hoofdstedelijk Gewest · 
Etterbeek · 
Ukkel

Vlaanderen:
Aalst · 
Antwerpen · 
Brugge ·
Geel · 
Genk · 
Gent · 
Hasselt ·  
Ieper · 
Kortrijk · 
Leuven · 
Lichtervelde · 
Lier · 
Lokeren · 
Mechelen · 
Oostende · 
Oudenaarde · 
Poperinge · 
Roeselare ·
Sint-Niklaas ·  
Sint-Truiden · 
Tienen · 
Tongeren · 
Turnhout · 
Vilvoorde

Wallonië: 
Aarlen · 
Charleroi ·  
Doornik ·  
Luik · 
Moeskroen ·  
Namen · 
Verviers · 
Waver